# Zanjón de Oyuela
Zanjón de Oyuela es un paraje del departamento de Adolfo Alsina, en la provincia de  Río Negro, Argentina. Está a 41,8 kilómetros de Viedma, la capital provincial. Se encuentra en la latitud sur 40° 42' 0" y longitud oeste 63° 28' 0".

## Historia
El primer gobernador de la Patagonia, Álvaro Barros, intentó hacia finales del siglo XIX instalar en Zanjón de Oyuela una Colonia Italiana. Para ello tenía el apoyo del entonces Ministro del Interior Guillermo Rawson. Por aquellos años en la zona y en este lugar en particular se dedicaban a la explotación de la vid.

## Atractivos
- Capilla Cristo Rey
- Balneario

## Regata de Río Negro
La Regata de Río Negro, que se realiza anualmente en el mes de enero, contó hasta la edición 2013 con una etapa que unía a esta localidad con la ciudad de Viedma. La etapa en la que participaba esta localidad era la sexta y tenía una duración aproximada de tres horas.